# Korenita (Ugljevik, BiH)
Korenita je naseljeno mjesto u sastavu općine Ugljevik, Republika Srpska, BiH.

## Stanovništvo
| Korenita           |              |
| godina popisa      | 1991.        |
| Srbi               | 814 (96,90%) |
| Muslimani          | 0            |
| Hrvati             | 0            |
| Jugoslaveni        | 19 (2,26%)   |
| ostali i nepoznato | 7 (0,83%)    |
| ukupno             | 840          |